# Crema (dolce al cucchiaio)
In gastronomia, la crema è un dolce al cucchiaio di consistenza fluida a base di latte, zucchero, farina e tuorli d'uovo, sbattuti insieme e rappresi sul fuoco.
Le creme possono essere usate come dessert a sé stanti o come componenti nella preparazione di altri dessert.
Esempi di creme:  
- crema pasticciera
- crema inglese
- crema chantilly
- crema diplomatica
- crema al burro
- crema pasticciera al cioccolato[4]
- crema ganache[5]
- crema Mousseline
- crema Saint Honoré (o Chiboust)
- pate à bombe